# MiG-9
Mikojan-Gurjevič MiG-9 (NATO naziv: "Fargo") je bio sovjetski mlazni lovac prve generacije razvijen neposredno nakon završetka Drugog svjetskog rata.

## Razvoj

### Pozadina
Kako se MiG-1 u borbama nije pokazao najboljim ubrzo je razvijen MiG-3, kojih je napravljeno nekoliko tisuća. Iako se MiG-3 pokazao boljim od MiG-a 1 njegova pokretljivost u zračnoj borbi nije bila naročita te je, zbog maksimalne brzine od 630 km/h na visini od 7000 metara uglavnom rabljen u izvidničkim zadaćama. U međuvremenu je razvijen MiG-5 - teški dvomotorni lovac kojih nije mnogo proizvedeno. Na osnovama MiG-ova 1 i 3 1943. razvijen je MiG-7 koji je trebao otkloniti sve uočene nedostatke svojih prethodnika. Očigledno se u tome nije uspjelo u dovoljnoj mjeri jer MiG-7 nikada nije ušao u serijsku proizvodnju.
Tako je projektni biro MiG kraj 2. svjetskog rata dočekao u vrlo nepovoljnom položaju, posebice u odnosu na projektni biro Jakovljev koji je sovjetskom ratnom zrakoplovstvu dao najbolje lovačke avione. U boljem je položaju bio i projektni biro Lavočkin koji je svoje lovce La-5NF i La-7 u velikim serijama proizvodio sve do kraja 2. svjetskog rata. Zbog toga ne čudi da su Mikojan i Gurjevič svoju posljednju šansu za opstanak vidjeli u Staljinovom zahtjevu za ekspresnim razvojem prvog sovjetskog lovca na mlazni pogon.
Nakon što je početkom 1944. postalo definitivno jasno da je samo pitanje vremena kad će Saveznici uspjeti svladati otpor nacističke Njemačke i u Moskvi su počeli razmišljati o vremenu nakon pobjede. Saznanja da Nijemci, ali i Britanci i Amerikanci ubrzano razvijaju svoje borbene avione s mlaznim pogonom potaknuli su Staljina da u veljači 1945. zatraži početak razvoja prvog sovjetskog lovca na mlazni pogon. Avion je trebao poletjeti u rekordno kratkom roku, po mogućnosti za najviše godinu dana. Mikojan i Gurjevič su se još prije toga, a nakon neuspjeha sa serijom lovaca s klipnim motorima MiG-1/3/7, odlučili na razvoj naprednog lovačkog aviona koji će kombinirati klasični klipni i mlazni motor. Rezultat tih napora bio je I-250 (ruski: Истребитель И-250) koji je poletio 1945, a kojeg će poslije označiti kao MiG-13. Za pogon MiG-a 13 iskorišten je klipni motor Klimov VK-107R s 12 cilindara snage 1650 KS smješten u nosu i mlazni motor Khalshchevnikov VRDK smješten u stražnji dio. I uz takav kombinirani pogon I-250/MiG-13 postizao je skromnih 825 km/h. Kako je to za 225 km/h bilo brže od tada najbržeg sovjetskog lovca Jakovljev Jak-9D razmišljalo se o njegovoj serijskoj proizvodnji i operativnoj uporabi. MiG se okušao i u projektiranju lovca na raketni pogon koji je dobio oznaku I-270 ali je i njegov razvoj vrlo brzo prekinut.

### Početak razvoja
Zbog svih tih neuspjeha MiG je početkom 1945. s velikim rizikom ušao u projektiranje prvog sovjetskog lovca na mlazni pogon, čiji bi neuspjeh vjerojatno doveo do gašenja biroa. Početni zahtjevi sovjetskog ratnog zrakoplovstva bili su da novi lovac mora rabiti dva turbomlazna motora Ljulka TR-1, te nositi naoružanje od jednog topa 57 mm i dva topa 23 mm. Zahtjev za tako teškim naoružanjem dokazuje da je već početkom 1945. sovjetski vrh želio lovački avion koji će se moći nositi s američkim teškim bombarderima, koji su u to vrijeme još uvijek bili saveznici. Kako je top kalibra 57 mm ipak bio preteško oružje za tako mali avion ubrzo je zahtjev promijenjen te se tražila ugradnja topa kalibra 37 mm.
Drugi problem bio je što su se motori TR-1 pokazali preslabim i krajnje nepouzdanim te je odlučeno da se u budući sovjetski lovac ugrađuju kopije njemačkih turbomlaznih motora Junkers Jumo-004 (sovjetska oznaka RD-10) i BMW-003 (sovjetska oznaka RD-20). Kako ni ti motori nisu imali niti neku pouzdanost ni snagu, MiG je odlučio da u svoj projekt I-300 ugradi dva motora BMW-003/RD-20, ali tako da avion bude maksimalno jednostavan i što lakši. Iako ni danas nije poznato jesu li Mikojan i Gurjevič već tada znali za Messerschmittov eksperimentalni lovac P.1101 činjenica je da je I-300 jako sličio na nešto povećanu inačicu njemačkog aviona.

Prvi od tri prototipa poletio je 24. travnja 1946., tek jedan sat prije najvećeg suparnika Jakovljevog mlaznog lovca Jak-15. Avionom je upravljao probni pilot Aleksej N. Grinčik, koji je samim time postao prvi sovjetski pilot aviona na mlazni pogon. Na žalost Grinčik nije dugo uživao u slavi jer se njegov I-300 srušio 11. srpnja 1946. tijekom demonstracijskog leta tri prototipa koji je organiziran za visoke sovjetske dužnosnike i časnike.
Iako je i ta nesreća pokazala da avion I-300 ima velike nedostatake, njegova velika brzina leta i ponajviše psihološka potreba da sovjetsko ratno zrakoplovstvo dobije lovački avion na mlazni pogon dovela je do toga da su Mikojan i Gurjevič dobili Staljinovu nagradu te da je I-300 pod oznakom MiG-9 već krajem 1946. ušao u serijsku proizvodnju. Zbog tako važnog psihološkog problema MiG je dobio zadaću da u vrlo kratkom vremenu napravi devet predserijskih primjeraka čija je jedina namjena bila da prelete Crveni trg tijekom parade u čast Oktobarske revolucije u studenom 1946. jer je Staljin htio domaćoj i stranoj javnosti predstaviti sovjetski mlazni lovački avion koji se može nositi s tada najnovijim britanskim i američkim proizvodima. Činjenica da se serijska proizvodnja MiG-a 9 u tom trenutku tek pripremala nije imala baš nikakvu važnost. Isto tako sovjetskom političkom vrhu nije bilo važno da je tih devet aviona patilo od brojnih nedostataka, te da su i piloti i projektanti bili sretni što se nijedan nije srušio tijekom parade. Puno važnije je bilo da MiG nije uspio otkloniti sve nedostatke do početka serijske proizvodnje MiG-a 9 te da su i serijski primjerci bili opasni za letenje. U serijsku je proizvodnju zapravo ušla inačica I-301 na kojoj su MiG-ovi projektanti pokušali na brzinu ispraviti otkrivene nedostatke.

## Dizajn
Da bi do maksimuma iskoristili mali potisak motora RD-20 MiG se odlučio projektirati najmanji mogući avion u kojem će biti dovoljno prostora za smještaj dva motora. Iako se ne zna jesu li Mikojan i Gurjevič znali za Messerschmittov P.1101 projekt (vjerojatno jesu) odabrali su istu konfiguraciju srednjokrilca. Motore su smjestili u kratak trup dužine 9,83 m. Nisu htjeli ništa riskirati te su ih smjestili na samu sredinu aviona u visini krila. Dobavu zraka do motora osigurali su velikim usisnicima u nosu aviona, rješenje od kojeg će MiG odustati tek na MiG-u 23. Kako su motore smjestili jedan pored drugog morali su napraviti veliki bačvasti trup. Potrebnu stabilnost osigurali su "helikopterskim" repom. Takva konfiguracija aviona poznata je kao "tadpole" (punoglavac).
Konstrukcija je bila potpuno metalna jer su i svi prijašnji MiG-ovi izrađivani isključivo od metala. Iako su se projektanti najviše bojali pregrijavanja motora koje su smjestili jedan pored drugog u uski trup, ispitivanja u letu su pokazala da je puno veći problem bio sa zagrijavanjem spoja repa s trupom koji je riješen dodavanjem čelične ploče. Naime, iako "tadpole" koncepcija aviona pruža zadovoljavajuću stabilnost aviona istodobno uvjetuje da se vreli ispušni plinovi mlaznih motora ispuštaju tek malo iza sredine aviona što često dovodi do nepoželjnog zagrijavanja repa. Uz to ne pruža dovoljnu čvrstoću za letenje nadzvučnim brzinama, stoga se više ne rabi za konstrukcije borbenih aviona.
Iako su otprije znali za strelasta krila na Messerchmittovom lovcu 262 sovjetski projektanti početkom 1945. nisu mogli u potpunosti shvatiti njihovu svrhu te je I-300 dobio velika ravna krila koja bi više pristajala na neki lovac s klipnim motorom. Opremili su ih s predkrilicima i zakrilcima kako bi smanjili brzinu uzlijetanja i slijetanja. Raspon krila bio je točno 10 metara i imala su površinu 18,2 m2. I-300 je dobio podvozje tipa tricikl postavši prvi sovjetski borbeni avion s takvim rješenjem. MiG zapravo i nije imao drugog izbora jer bi vreli ispušni plinovi turbomlaznih motora spalili repni kotač. Sve su noge dobile jedan kotač. Prednja se je uvlačila prema natrag u prostor usisnika zraka, dok su se noge glavnog podvozja uvačili u krila, kao kod Messershmitta 109. To baš i nije najsretnije rješenje jer se dodatno opterećuje konstrukcija krila te moraju biti dovoljno debela da u njih stane noga, ali smještaj motora u sredinu trupa jednostavno nije omogućavao drukčije rješenje. I-300 je postavljen na relativno kratke noge te mu je visina bila samo 3,22 metra.
Pilot je smješten u veliku kabinu malo ispred napadnog ruba krila. Velike površine od neprobojnog stakla pružale su izvrsnu vidljivost na sve strane, baš onakvu kakva je potrebna lovačkom avionu. I-300 nije dobio kabinu s natpritiskom iako je mogao dosegnuti visinu leta od čak 13 500 metara. Umjesto toga dobio je oklop u skladu s tradicijom sovjetskih lovaca iz 2. svjetskog rata. Nisu ga opremili ni s izbacivim sjedalom pilota koje će ugrađivati tek u kasnije inačice. Cijela ova konstrukcija prazna je težila samo 3420 kilograma. U četiri spremnika goriva u trupu i tri u svakom krilu stalo je 1625 litara goriva, te je uz streljivo za topove najveća uzletna masa dosezala 5054 kg. Sve to pokretala su dva turbomlazna motora RD-20 (u nekim prototipovima i predserijskim avionima rabljeni su i originalni motori BMW-003) pojedinačnog potiska 7,85 kN. Iako relativno malog potiska ti motori su osiguravali maksimalnu brzinu od čak 911 km/h (neki izvori navode podatak o 920 km/h). U to vrijeme (početkom 1946.) ni američki ni britanski lovci na mlazni pogon nisu bili ništa brži. Slabost motora najviše se ogledala u maloj brzini penjanja. Tako je I-300 do 5000 metara trebalo čak 4,5 minuta od trenutka otpuštanja kočnica, što je bilo identično vrijeme kao i za lovački avion Jak-9D s klipnim motorom. Do visine od 10 000 metara I-300 popeo bi se za 14,3 minute. Taj se nedostatak u operativnoj uporabi otklanjao tako da su MiG-ove 9 opremili s dva odbaciva spremnika goriva na vrhovima krila zapremine 250 litara čime im se dolet povećao s 800 na 1100 kilometara i omogućavao duže zadržavanje u zraku. Umjesto da ciljeve presreću sa zemlje MiG-ovi 9 bi se prvo popeli na veće visine. Zatim su odbacili prazne spremnike s krila te se nakon toga obrušili prema cilju brzinama od oko 900 km/h.

### Inačice
Iako je patio od značajnih konstrukcijskih nedostataka I-300 je poslužio, u nedostatku boljeg, kao osnova za veliki broj inačica. Prva je bila I-301 koja je zapravo serijski MiG-9. Na I-301 projektanti su pokušali u kratkom vremenu otkloniti uočene nedostatke i osposobiti avion za sigurno letenje. Prvi je I-301 poletio 22. listopada 1946. Ukupno je proizvedeno 610 MiG-ova 9.
I-301FT je dvosjedna inačica namijenjena prijelaznoj obuci pilota. Učenik i instruktor sjedili su jedan iza drugog. Zadržano je naoružanje s I-301. To je i prvi sovjetski avion opremljen izbacivim sjedalo pilota koji je preuzet s njemačkog lovca Heinkel He-162. Napravljena su samo dva prototipa. Inačica I-305 razvijena je kako bi se u nju ugradio turbomlazni motor A.M.Lyulka TR-1A koji je trebao imati potisak od 13,2 kN. Napravljen je samo jedan prototip koji nikada nije poletio jer se TR-1A neprestano kvario tijekom ispitivanja na zemlji.
Inačica I-301FS/MiG-9FF u osnovi je bila identična inačici I-301 osim što je dobila dva motora RD-20F opremljena uređajima za naknadno izgaranje i potiska 9,8 kN. Jači motori su povećali maksimalnu brzinu leta na 950 km/h, te smanjili vrijeme potrebno za dostizanje 5000 metara na 2,9 minuta. Jedina razlika između inačice I-301FS i I-307 bio je u pokušaju da se kod ove druge ispušni plinovi topa NS-37 preusmjere prema gore kako ne bi ulazili u usisnike zraka za turbomlazne motore te je zadržana oznaka MiG-9FF. Kako se niti jedno rješenje nije pokazalo uspješnim, na kraju je redizajniran cijeli nos tako da je top NS-37 premješten iznad usisnika. Zbog toga je pilotska kabina pomaknuta više prema sredini aviona. Ta je inačica dobila oznaku MiG-9M. Uz premještaj topa izmjene su obavljene i u pilotskoj kabini koja je dobila izbacivo sjedalo i natpritisak. MiG-9M dobio je i snažnije motore RD-21 potiska 10,3 kN. Zahvaljujući njima maksimalna je brzina povećana na 960 km/h, a vrijeme potrebno za dostizanje 5000 metara smanjeno je na 2,7 minuta. Prvi MiG-9M poletio je u srpnju 1947. ali su ubrzo ispitivanja prekinuta jer je 30. prosinca iste godine prvi put poletio znatno napredniji MiG-15.
Inačica I-320 trebala je dobiti motor RD-45 koji je razvijen na osnovi britanskog motora Rolls-Royce Nene II, ali samo u slučaju da nije uspio razvoj MiG-a 15. Nakon što se MiG-15 pokazao kao veliki uspjeh razvoj I-320 je prekinut.

Tijekom 1949. razvijena je inačica MiG-9L sa samo jednim ciljem - testiranje avionike za tada revolucionarno novi protubrodski vođeni projektil KS-1 Komet (NATO oznaka AS-1 Kennel). Kako je Komet bio neznatno manji od MiG-a 9 odlučeno je da se s "devetke" skine sve naoružanje kako bi se dobio slobodni prostor za smještaj dodatne avionike. Redizajniran je i nos u koji je smješten mali radarski odašiljač, dok su antene za prijam odbijenih radarskih zraka smještene na prednje rubove krila. MiG-9L je znatno pomogao da Komet uđe u operativnu uporabu.

### Naoružanje
Prvobitna namjera da se MiG-9 opremi topom Nudelman N-57 kalibra 57 mm pokazala se nerealnom za tako mali avion te je vrlo brzo odlučeno da se umjesto njega ugradi top NS-37 kalibra 37 mm. Uz njega u nos su ugrađena i dva topa NS-23 kalibra 23 mm. Brzina vatre topa NS-37 bila je 250 granata u minuti i početne brzine granate na ustima cijevi od 900 m/s, te mu je osnovna namjena bila obaranje velikih ciljeva kao što su četveromotorni bombarderi. Da bi se postigla što veća preciznost paljbe topa NS-37 postavljen je u nos točno po sredini, pri čemu je do izražaja došlo neiskustvo projektanata s uporabom turbomlaznih motora. Naime, prilikom djelovanja topa NS-37 ispušni su plinovi ulazili u usisnike motora te u najboljem slučaju dovodili tek do smanjivanja snage motora, a u najgorem do otkaza jednog ili čak oba motora i gubitka aviona.
Za borbu protiv malih i okretnih ciljeva kao što su lovački avioni znatno su pogodniji bili topovi NS-23 brzine paljbe 550 granata u minuti i početne brzine granate na ustima cijevi od 690 m/s. Svaki MiG-9 nosio je do 40 granata kalibra 37 mm i do 80 granata kalibra 23 mm.

## Povijest korištenja
MiG-9 bio je, unatoč svim nedostacima, toliko veliki korak naprijed za sovjetsko ratno zrakoplovstvo da ni svi uočeni nedostaci nisu mogli poljuljati odlučnost da se što brže uvede u operativnu uporabu. Zbog toga ne čudi da je vrlo brzo postao osnovni lovački avion sovjetskog zrakoplovstva u zadnjim godinama četvrtog desetljeća dvadesetog stoljeća. Njegova velika brzina od čak 911 km/h omogućavala je da za samo 4,3 minute dostigne 5000 metara i presretne sve američke bombardere, a teško topničko naoružanje dovoljno vatrene moći da ih obori. Zanimljivo je da su perfomanse MiG-a 9 bile približno iste kao perfomanse zapadnih konkurenata iako su njegovi motori imali znatno manji potisak. Nesretan smještaj topa u sam nos aviona, čiji su ispušni plinovi tijekom pucanja ulazili u motore, samo je dodatno smanjivao snagu motora u ključnim trenucima zračne borbe. Pilot je zapravo trebao biti sretan ako ispušni plinovi topa kalibra 37 mm nisu u potpunosti ugasili motore te tako oborili avion.
Kako MiG-9 nije imao radar piloti su se morali osloniti na navođenje sa zemlje uz pomoć radarskih postaja čiji se broj ubrzano povećavao. To se pokazalo tako dobrim da je MiG i svoje buduće lovce, sve do MiG-a 23 učinio ovisnim o takvom načinu djelovanja. Ipak je nedostatak radara ozbiljno umanjivao učinkovitost po noći i tijekom lošeg vremena. Neki MiG-ovi 9 dobili su mogućnost nošenja odbacivih spremnika za gorivo kako bi mogli obavljati zadaće pratnje bombardera na velikim udaljenostima.

Važnost MiG-a 9 ogleda se i u činjenici da je raspoređen u sve lovačke eskadrile prve crte obrane te da je veliki broj raspoređen i u Istočnu Njemačku. Uz to MiG-9 nije prodavan tada još nesigurnim savezničkim državama u Europi, a kad su komunisti u njima učvrstili svoju vlast već je na raspolaganju bio puno bolji MiG-15. Naknadno je isporučen komunističkoj Kini.

## Tehničke karakteristike (MiG-9)
Izvori podataka: The great book of fighters
Osnovne karakteristike
- posada: 1
- dužina: 9,83 m
- raspon krila: 10 m
- površina krila: 18,20 m2
- visina: 3,22 m

Letne karakteristike
- najveća brzina: 910 km/h
- dolet: 800 km
- brzina penjanja: 19,4 m/s
- najveća visina leta: 13.000 m
- motor: 2 x Kolesov RD-20